# بركة خوني
بركة خوني (بالفارسية: برکه خونی) هي قرية تقع في البلدة المركزية في إيران.